# Eleições intercalares em Ferryland
As eleições intercalares de 2007 tiveram lugar no dia 8 de Fevereiro de 2007 e resultaram da resignação de um membro do Parlamento Provincial da Terra Nova e Labrador, e destinaram-se a encontrar um deputado para aquele assento na Casa da Assembleia da Terra Nova e Labrador. Ferryland é um distrito eleitoral do Estado da Terra Nova e Labrador (Canadá).
O assento viria a ser integrado na bancada do Partido Conservador Progressista.
| Partido                          | Candidato       | Votos | Percentagem | +/- |
| Partido Conservador Progressista | Keith Hutchings | 2.770 | 75,5        | -   |
| Partido Liberal                  | Kevin Bennett   | 715   | 19,9        | -   |
| Partido Novo Democrata           | Rick Boland     | 183   | 5,0         | -   |